# El gordo y el flaco (serie de televisión)
El gordo y el flaco es una serie de televisión humorística de Argentina, emitida por Telefe entre 1991 y 1993, haciendo un parangón con la dupla Laurel & Hardy.
Esta fue una suerte de continuación de la comedia Mesa de noticias, escrita por el reconocido actor y guionista Juan Carlos Mesa. Mesa asume el papel de "El gordo", dejándole a quien fue su compañero de la serie anterior, el actor ítalo-argentino Gianni Lunadei, el papel de "El flaco". Las acciones de esta comedia tenían lugar en una alocada empresa dirigida por Mesa, de la cual Lunadei era su accionista más maquiavélico.

## Reparto
| Intérprete          | Personaje              |
| ------------------- | ---------------------- |
| Juan Carlos Mesa    | "El gordo Mesetta"     |
| Gianni Lunadei      | "El flaco Della Natta" |
| Cristina Alberó     | "Srta. Ilberé"         |
| Ana María Campoy    | "Gobernanta"           |
| Ricardo Espalter    | "Veedor Ruso"          |
| Amelita Vargas      | Amelita Vargas         |
| Leonardo Sbaraglia  | "Leo"                  |
| Diego Torres        | "Diego"                |
| Ricky Maravilla     | "Ricardo Laperilla"    |
| Perla Caron         |                        |
| Alejo García Pintos | "Dr. Pintor"           |
| Divina Gloria       | "Srta. Tamboruti"      |
| Raquel Mancini      | "Srta. Puchini"        |
| Jorge Montejo       | "Paolo, el rockero"    |
| Alejandra Roth      | "Srta.Galaxy"          |
| José María Rivara   |                        |
| Álex Benn           |                        |
| Leonor Miniño       | "Secretaria Mariana"   |
| Pablo Novak         |                        |
| Esteban Mellino     | "Profesor Lambetain"   |
| Romina Ricci        |                        |
| María Carámbula     |                        |
| Ezequiel Rodríguez  |                        |
| Mario Sapag         | (Varios Personajes)    |